# Samoa aux Jeux olympiques d'été de 2024
Les Samoa participent aux Jeux olympiques de 2024 à Paris. Il s'agit de leur 11e participation à des Jeux olympiques d'été.
Les haltérophiles Don Opeloge (en) et Iuniarra Sipaia (en) sont nommés porte-drapeaux de la délégation en juillet 2024,.

## Contexte
Les haltérophiles Don Opeloge (en) et Iuniarra Sipaia (en) sont nommés porte-drapeaux de la délégation en juillet 2024,.
Le vendredi 26 juillet 2024, Lionel Elika Fatupaito, entraîneur de boxe des Samoa décède au village olympique, à l'âge de 60 ans.

## Nombre d’athlètes qualifiés par sport
Voici la liste des qualifiés et sélectionnés samoans par sport (remplaçants compris) :
| Sport                                 | Hommes | Femmes | Total |
| ------------------------------------- | ------ | ------ | ----- |
| Athlétisme                            | 1      | -      | 1     |
| Boxe                                  | 1      | -      | 1     |
| Canoë-kayak                           | 1      | 1      | 2     |
| Haltérophilie                         | 1      | 1      | 2     |
| Judo                                  | 1      | 0      | 1     |
| Lutte                                 | 1      | 0      | 1     |
| Sports aquatiques • Natation sportive | 1      | 1      | 2     |
| Rugby à sept                          | 12     | -      | 12    |
| Voile                                 | 1      | 1      | 2     |
| Total                                 | 20     | 4      | 24    |

## Résultats

### Athlétisme

#### Hommes
| Athlètes       | Épreuve          | Qualification | Qualification | Finale      | Finale |
| Athlètes       | Épreuve          | Performance   | Rang          | Performance | Rang   |
| -------------- | ---------------- | ------------- | ------------- | ----------- | ------ |
| Alexander Rose | Lancer du disque | 62,88 m       | 12e           | 61,89 m     | 12e    |

### Boxe
L'entraîneur Lionel Elika Fatupaito meurt « de cause naturelle » au village olympique le matin du 26 juillet, quelques heures avant la cérémonie d'ouverture des Jeux.
| Athlètes               | Catégorie             | 1/16e de finale     | 1/8e de finale            | Quart de finale     | Demi-finale         | Finale              | Rang |
| Athlètes               | Catégorie             | Adversaire Résultat | Adversaire Résultat       | Adversaire Résultat | Adversaire Résultat | Adversaire Résultat | Rang |
| ---------------------- | --------------------- | ------------------- | ------------------------- | ------------------- | ------------------- | ------------------- | ---- |
| Ato Plodzicki-Faoagali | Poids lourds (-92 kg) | Non disputé         | Victor Schelstraete D 0-5 | Éliminé             | Éliminé             | Éliminé             | 9e   |

### Canoë-kayak

#### Course en ligne
| Athlète        | Compétition | Séries        | Séries | Quarts de finale | Quarts de finale | Demi-finales | Demi-finales | Finales A, B, C | Finales A, B, C |
| Athlète        | Compétition | Temps         | Rang   | Temps            | Rang             | Temps        | Rang         | Temps           | Rang            |
| -------------- | ----------- | ------------- | ------ | ---------------- | ---------------- | ------------ | ------------ | --------------- | --------------- |
| Tuva'a Clifton | K1 1 000 m  | 3 min 54 s 49 | 6e     | 3 min 55 s 20    | 7e               | Éliminé      | Éliminé      | Éliminé         | Éliminé         |

| Athlète          | Compétition | Séries       | Séries | Quarts de finale | Quarts de finale | Demi-finales | Demi-finales | Finales A, B, C | Finales A, B, C |
| Athlète          | Compétition | Temps        | Rang   | Temps            | Rang             | Temps        | Rang         | Temps           | Rang            |
| ---------------- | ----------- | ------------ | ------ | ---------------- | ---------------- | ------------ | ------------ | --------------- | --------------- |
| Samululu Clifton | K1 500 m    | 2 min 1 s 12 | 7e     | 1 min 59 s 64    | 8e               | Éliminé      | Éliminé      | Éliminé         | Éliminé         |

### Haltérophilie
| Athlète     | Compétition     | Arraché  | Arraché | Épaulé-jeté | Épaulé-jeté | Total | Rang |
| Athlète     | Compétition     | Résultat | Rang    | Résultat    | Rang        | Total | Rang |
| ----------- | --------------- | -------- | ------- | ----------- | ----------- | ----- | ---- |
| Don Opeloge | Moins de 102 kg | 170 kg   | NPT     | NPT         | NPT         | NPT   | NPT  |

| Athlète         | Compétition   | Arraché  | Arraché | Épaulé-jeté | Épaulé-jeté | Total  | Rang |
| Athlète         | Compétition   | Résultat | Rang    | Résultat    | Rang        | Total  | Rang |
| --------------- | ------------- | -------- | ------- | ----------- | ----------- | ------ | ---- |
| Iuniarra Sipaia | Plus de 81 kg | 105 kg   | 11e     | 141 kg      | 9e          | 246 kg | 11e  |

### Judo
| Athlète         | Compétition    | 1er tour                        | 2e tour             | Quart de finale     | Demi-finale         | Repêchage           | Finale / CB         | Rang    |
| Athlète         | Compétition    | Adversaire Résultat             | Adversaire Résultat | Adversaire Résultat | Adversaire Résultat | Adversaire Résultat | Adversaire Résultat | Rang    |
| --------------- | -------------- | ------------------------------- | ------------------- | ------------------- | ------------------- | ------------------- | ------------------- | ------- |
| William Tai Tin | Moins de 73 kg | Andrew Thomas Mlugu (en) D 1-10 | Éliminé             | Éliminé             | Éliminé             | Éliminé             | Éliminé             | Éliminé |

### Lutte
| Athlète      | Compétition    | Huitièmes de finale      | Quart de finale     | Demi-finale         | Repêchage           | Finale / CB         | Rang    |
| Athlète      | Compétition    | Adversaire Résultat      | Adversaire Résultat | Adversaire Résultat | Adversaire Résultat | Adversaire Résultat | Rang    |
| ------------ | -------------- | ------------------------ | ------------------- | ------------------- | ------------------- | ------------------- | ------- |
| Gaku Akazawa | Moins de 65 kg | Islam Dudaev (en) D 0-10 | Éliminé             | Éliminé             | Éliminé             | Éliminé             | Éliminé |

### Natation
| Athlète          | Épreuve          | Séries  | Séries | Demi-finales | Demi-finales | Finale  | Finale  |
| Athlète          | Épreuve          | Temps   | Rang   | Temps        | Rang         | Temps   | Rang    |
| ---------------- | ---------------- | ------- | ------ | ------------ | ------------ | ------- | ------- |
| Johann Stickland | 100 m nage libre | 52 s 94 | 66e    | Éliminé      | Éliminé      | Éliminé | Éliminé |

| Athlète     | Épreuve         | Séries  | Séries | Demi-finales | Demi-finales | Finale  | Finale  |
| Athlète     | Épreuve         | Temps   | Rang   | Temps        | Rang         | Temps   | Rang    |
| ----------- | --------------- | ------- | ------ | ------------ | ------------ | ------- | ------- |
| Kaiya Brown | 50 m nage libre | 28 s 31 | 48e    | Éliminé      | Éliminé      | Éliminé | Éliminé |

### Rugby à sept
| Athlètes | Épreuve          | Premier tour            | Premier tour            | Premier tour        | Premier tour | Matchs de classement | Matchs de classement | Rang |
| Athlètes | Épreuve          | Adversaire Score        | Adversaire Score        | Adversaire Score    | Rang         | Adversaire Score     | Adversaire Score     | Rang |
| --- | ---------------- | ----------------------- | ----------------------- | ------------------- | ------------ | -------------------- | -------------------- | ---- |
| Vaovasa Afa Faafoi Falaniko Faamaoni Jnr Lalomilo Neueli Leitufia BJ Telefoni Lima Vaa Apelu Maliko Tom Maiava Alamanda Motuga Taunuu Niulevaea Steve Onosai Motu Opetai Paulo Scanlan Paul Eti Slater (R) Malakesi Masefau (R) | Tournoi masculin | Australie Défaite 14-21 | Argentine Défaite 12-28 | Kenya Victoire 26-0 | 3e du gr. B  | Japon Victoire 42-7  | Kenya Défaite 5-10   | 10e  |

### Voile
Nota : le résultat barré est le plus mauvais de l’athlète concerné. Il n’est pas pris en compte dans le total.
| Athlètes     | Compétition | Régates | Régates | Régates | Régates | Régates | Régates | Régates | Régates | Régates  | Régates  | Régates | Total net | Classement |
| Athlètes     | Compétition | 1       | 2       | 3       | 4       | 5       | 6       | 7       | 8       | 9        | 10       | CM      | Total net | Classement |
| ------------ | ----------- | ------- | ------- | ------- | ------- | ------- | ------- | ------- | ------- | -------- | -------- | ------- | --------- | ---------- |
| Eroni Leilua | Laser       | 42      | 41      | 43      | 42      | 39      | 39      | 31      | 40      | Annulées | Annulées | Él.     | 274       | 42e        |

| Athlètes        | Compétition  | Régates | Régates | Régates | Régates | Régates | Régates | Régates | Régates | Régates | Régates | Régates | Total net | Classement |
| Athlètes        | Compétition  | 1       | 2       | 3       | 4       | 5       | 6       | 7       | 8       | 9       | 10      | CM      | Total net | Classement |
| --------------- | ------------ | ------- | ------- | ------- | ------- | ------- | ------- | ------- | ------- | ------- | ------- | ------- | --------- | ---------- |
| Vaimooia Ripley | Laser Radial | 42      | 41      | 43      | 40      | 38      | 39      | 44      | 39      | 43      | An.     | Él.     | 325       | 43e        |